# Cotinga de Sclater
Doliornis sclateri
Espèce
Synonymes
- Ampelion sclateri sclateri Stotz & al. (1996)[2]
- Ampelion sclateri[3]

Statut de conservation UICN

 VU C2a(i) : Vulnérable
Le Cotinga de Sclater (Doliornis sclateri) est une espèce de passereaux de la famille des Cotingidae.
Son nom commémore le zoologiste britannique Philip Lutley Sclater (1821-1913).

## Habitat
Cet oiseau est endémique de la cordillère Orientale (Pérou).